# Fata Morgana (Nina-Chuba-Lied)
Fata Morgana ist ein Lied der deutschen Schauspielerin und Sängerin Nina Chuba, das im November 2024 erschien.

## Entstehung und Veröffentlichung
Geschrieben wurde das Lied von der Interpretin Nina Kaiser (Nina Chuba) selbst, zusammen mit den Koautoren Flo August, Alessandro Frenken (Geenaro), Paul Kernbach und Dennis Opoku (Ghana Beats). Die Koautoren Flo August, Geenaro und Ghana Beats zeichneten zudem auch für die Produktion verantwortlich.
Die Erstveröffentlichung von Fata Morgana erfolgte als Single am 8. November 2024 bei Jive Records. Diese erschien als digitaler Einzeltrack zum Download und Streaming (Katalognummer: 19687244512). Bereits am 27. September 2024 hatte Chuba ein Snippet zu Fata Morgana auf Instagram geteilt. Eine Woche nach der Singleveröffentlichung erschien eine Version, die Chuba zusammen mit Tokio Hotel aufgenommen hatte und neue Textzeilen umfasst. Am 6. Dezember 2024 erschien die Soloversion als Teil von Chubas dritter EP Farbenblind (Katalognummer: 19802856492), dessen erste Singleauskopplung es ist.

## Inhalt und Stil
Fata Morgana ist ein Pop- und Raptitel mit Indie-Rock-Elementen, der sich auf das optische Phänomen der Luftspiegelung bezieht, das im Lied als Metapher für eine trügerische, illusionäre Liebe dient. Das Lied behandelt Themen wie Enttäuschung, Selbsttäuschung und emotionale Verletzlichkeit in einer toxischen Beziehung.

## Musikvideo
Das Musikvideo zu Fata Morgana entstand unter der Regie von Felix Aaron und feierte seine Premiere am Tag der Singleveröffentlichungen auf der Videoplattform YouTube. Bis August 2025 zählte das Video über 9,1 Millionen Aufrufe auf der Videoplattform.

## Rezensionen
Kai Schöning von Szenenight ist der Meinung, obwohl das Lied von Erfahrungen einer nahestehenden Person inspiriert sei, verleihe Chuba jeder Zeile ein Gefühl von Authentizität und Nähe, das den Hörer unweigerlich in seinen Bann ziehe.
Steven Kelz vom Musikblog gab an, dass Chuba mit Fata Morgana ihre eine neue, raue Richtung einschlage. Indie-Gitarren und Schlagzeug würden den Titel dominieren und verleihe ihm eine unverfälschte, rohe Energie, die Erinnerungen an den nostalgischen 2000er-Sound von Künstlern wie Tokio Hotel, Liza Li oder LaFee wecken würden. Durch diesen Klang bekommen die Themen wie Wut und Enttäuschung eine zusätzliche emotionale Tiefe.
Einige Kritiker bemerkten Ähnlichkeiten zwischen Fata Morgana und Tokio Hotels Durch den Monsun (August 2005), was Chuba selbst bestätigte, indem sie angab, von der Band inspiriert worden zu sein.

## Kommerzieller Erfolg

### Chartplatzierungen
| ChartsChartplatzierungen | Höchstplatzierung | Wochen |
| ------------------------ | ----------------- | ------ |
| Deutschland (GfK)        | 2 (… Wo.)         | …      |
| Österreich (Ö3)          | 3 (24 Wo.)        | 24     |
| Schweiz (IFPI)           | 7 (11 Wo.)        | 11     |

### Auszeichnungen für Musikverkäufe
| Land/Region        | Auszeichnungen für Musikverkäufe (Land/Region, Auszeichnung, Verkäufe) | Verkäufe |
| ------------------ | ---------------------------------------------------------------------- | -------- |
| Deutschland (BVMI) | Gold                                                                   | 300.000  |
| Österreich (IFPI)  | Gold                                                                   | 15.000   |
| Insgesamt          | 2× Gold ·                                                              | 315.000  |